# 18e étape du Tour d'Italie 2017
Pour un article plus général, voir Tour d'Italie 2017.
La 18e étape du Tour d'Italie 2017 se déroule le jeudi 25 mai 2017, entre Moena et Ortisei/St. Ulrich sur une distance de 137 km.

## Résultats

### Classement de l'étape
| \| Classement de l'étape \| Classement de l'étape \| Classement de l'étape \| Classement de l'étape \| Classement de l'étape \| \| Coureur \| Coureur \| Pays \| Équipe \| Temps \| \| --------------------- \| --------------------- \| --------------------- \| --------------------- \| --------------------- \| \| 1er \| Tejay van Garderen \| États-Unis \| BMC Racing Team \| 3 h 54 min 01 s \| \| 2e \| Mikel Landa \| Espagne \| Team Sky \| + 0 s \| \| 3e \| Thibaut Pinot \| France \| FDJ \| + 8 s \| \| 4e \| Domenico Pozzovivo \| Italie \| AG2R La Mondiale \| + 8 s \| \| 5e \| Jan Hirt \| Tchéquie \| CCC Sprandi Polkowice \| + 11 s \| \| 6e \| Ilnur Zakarin \| Russie \| Katusha-Alpecin \| + 24 s \| \| 7e \| Steven Kruijswijk \| Pays-Bas \| LottoNL-Jumbo \| + 34 s \| \| 8e \| Bauke Mollema \| Pays-Bas \| Trek-Segafredo \| + 34 s \| \| 9e \| Tom Dumoulin \| Pays-Bas \| Team Sunweb \| + 1 min 06 s \| \| 10e \| Nairo Quintana \| Colombie \| Movistar Team \| + 1 min 06 s \| |                    |            |                       |                 |
| |                    |            |                       |                 |
| Source : ProCyclingStats |                    |            |                       |                 |
| Classement de l'étape |                    |            |                       |                 |
| Coureur | Coureur            | Pays       | Équipe                | Temps           |
| 1er | Tejay van Garderen | États-Unis | BMC Racing Team       | 3 h 54 min 01 s |
| 2e | Mikel Landa        | Espagne    | Team Sky              | + 0 s           |
| 3e | Thibaut Pinot      | France     | FDJ                   | + 8 s           |
| 4e | Domenico Pozzovivo | Italie     | AG2R La Mondiale      | + 8 s           |
| 5e | Jan Hirt           | Tchéquie   | CCC Sprandi Polkowice | + 11 s          |
| 6e | Ilnur Zakarin      | Russie     | Katusha-Alpecin       | + 24 s          |
| 7e | Steven Kruijswijk  | Pays-Bas   | LottoNL-Jumbo         | + 34 s          |
| 8e | Bauke Mollema      | Pays-Bas   | Trek-Segafredo        | + 34 s          |
| 9e | Tom Dumoulin       | Pays-Bas   | Team Sunweb           | + 1 min 06 s    |
| 10e | Nairo Quintana     | Colombie   | Movistar Team         | + 1 min 06 s    |

### Points attribués
|   | Cycliste        | Nat        | Équipe         | Pts | Bonif |
| - | --------------- | ---------- | -------------- | --- | ----- |
| 1 | Manuele Boaro   | Italie     | Bahrain-Merida | 8   | 3 s   |
| 2 | Natnael Berhane | Érythrée   | Dimension Data | 4   | 2 s   |
| 3 | Joey Rosskopf   | États-Unis | BMC Racing     | 1   | 1 s   |

|   | Cycliste       | Nat      | Équipe   | Pts | Bonif |
| - | -------------- | -------- | -------- | --- | ----- |
| 1 | Diego Rosa     | Italie   | Sky      | 8   | 3 s   |
| 2 | Winner Anacona | Colombie | Movistar | 4   | 2 s   |
| 3 | Philip Deignan | Irlande  | Sky      | 1   | 1 s   |

| - Sprint final de Ortisei/St. Ulrich (km 137) \| \| Cycliste \| Nat \| Équipe \| Points \| Bonif \| \| -- \| ------------------ \| ---------- \| --------------------- \| ------ \| ----- \| \| 1 \| Tejay van Garderen \| États-Unis \| BMC Racing \| 15 \| 10 s \| \| 2 \| Mikel Landa \| Espagne \| Sky \| 12 \| 6 s \| \| 3 \| Thibaut Pinot \| France \| FDJ \| 9 \| 4 s \| \| 4 \| Domenico Pozzovivo \| Italie \| AG2R La Mondiale \| 7 \| \| \| 5 \| Jan Hirt \| Tchéquie \| CCC Sprandi Polkowice \| 6 \| \| \| 6 \| Ilnur Zakarin \| Russie \| Katusha-Alpecin \| 5 \| \| \| 7 \| Steven Kruijswijk \| Pays-Bas \| Lotto NL-Jumbo \| 4 \| \| \| 8 \| Bauke Mollema \| Pays-Bas \| Trek-Segafredo \| 3 \| \| \| 9 \| Tom Dumoulin \| Pays-Bas \| Sunweb \| 2 \| \| \| 10 \| Nairo Quintana \| Colombie \| Movistar \| 1 \| \| |                    |            |                       |        |       |
| | Cycliste           | Nat        | Équipe                | Points | Bonif |
| 1 | Tejay van Garderen | États-Unis | BMC Racing            | 15     | 10 s  |
| 2 | Mikel Landa        | Espagne    | Sky                   | 12     | 6 s   |
| 3 | Thibaut Pinot      | France     | FDJ                   | 9      | 4 s   |
| 4 | Domenico Pozzovivo | Italie     | AG2R La Mondiale      | 7      |       |
| 5 | Jan Hirt           | Tchéquie   | CCC Sprandi Polkowice | 6      |       |
| 6 | Ilnur Zakarin      | Russie     | Katusha-Alpecin       | 5      |       |
| 7 | Steven Kruijswijk  | Pays-Bas   | Lotto NL-Jumbo        | 4      |       |
| 8 | Bauke Mollema      | Pays-Bas   | Trek-Segafredo        | 3      |       |
| 9 | Tom Dumoulin       | Pays-Bas   | Sunweb                | 2      |       |
| 10 | Nairo Quintana     | Colombie   | Movistar              | 1      |       |

### Cols et côtes
|   | Cycliste            | Pays        | Équipe            | Points |
| - | ------------------- | ----------- | ----------------- | ------ |
| 1 | Diego Rosa          | Italie      | Sky               | 35     |
| 2 | Natnael Berhane     | Érythrée    | Dimension Data    | 18     |
| 3 | Joey Rosskopf       | États-Unis  | BMC Racing        | 12     |
| 4 | Davide Villella     | Italie      | Cannondale-Drapac | 9      |
| 5 | Joe Dombrowski      | États-Unis  | Cannondale-Drapac | 6      |
| 6 | Tejay Van Garderen  | États-Unis  | BMC Racing        | 4      |
| 7 | Philip Deignan      | Irlande     | Sky               | 2      |
| 8 | Kanstantsin Siutsou | Biélorussie | Bahrain-Merida    | 1      |

|   | Cycliste            | Pays     | Équipe          | Points |
| - | ------------------- | -------- | --------------- | ------ |
| 1 | Omar Fraile         | Espagne  | Dimension Data  | 15     |
| 2 | Mikel Landa         | Espagne  | Sky             | 8      |
| 3 | Diego Rosa          | Italie   | Sky             | 6      |
| 4 | Philip Deignan      | Irlande  | Sky             | 4      |
| 5 | Winner Anacona      | Colombie | Movistar        | 2      |
| 6 | Alexander Foliforov | Russie   | Gazprom-RusVelo | 1      |

|   | Cycliste           | Pays       | Équipe                | Points |
| - | ------------------ | ---------- | --------------------- | ------ |
| 1 | Mikel Landa        | Espagne    | Sky                   | 15     |
| 2 | Diego Rosa         | Italie     | Sky                   | 8      |
| 3 | Joe Dombrowski     | États-Unis | Cannondale-Drapac     | 6      |
| 4 | Natnael Berhane    | Érythrée   | Dimension Data        | 4      |
| 5 | Jan Hirt           | Tchéquie   | CCC Sprandi Polkowice | 2      |
| 6 | Tejay Van Garderen | États-Unis | BMC Racing            | 1      |

|   | Cycliste           | Pays       | Équipe                | Points |
| - | ------------------ | ---------- | --------------------- | ------ |
| 1 | Mikel Landa        | Espagne    | Sky                   | 7      |
| 2 | Joe Dombrowski     | États-Unis | Cannondale-Drapac     | 4      |
| 3 | Jan Hirt           | Tchéquie   | CCC Sprandi Polkowice | 2      |
| 4 | Tejay Van Garderen | États-Unis | BMC Racing            | 1      |

| - Pontives, 1re catégorie (km 133) \| \| Cycliste \| Pays \| Équipe \| Points \| \| - \| ------------------ \| ---------- \| --------------------- \| ------ \| \| 1 \| Mikel Landa \| Espagne \| Sky \| 35 \| \| 2 \| Tejay Van Garderen \| États-Unis \| BMC Racing \| 18 \| \| 3 \| Jan Hirt \| Tchéquie \| CCC Sprandi Polkowice \| 12 \| \| 4 \| Domenico Pozzovivo \| Italie \| AG2R La Mondiale \| 9 \| \| 5 \| Thibaut Pinot \| France \| FDJ \| 6 \| \| 6 \| Vincenzo Nibali \| Italie \| Bahrain-Merida \| 4 \| \| 7 \| Nairo Quintana \| Colombie \| Movistar \| 2 \| \| 8 \| Alberto Losada \| Espagne \| Katusha-Alpecin \| 1 \| |                    |            |                       |        |
| | Cycliste           | Pays       | Équipe                | Points |
| 1 | Mikel Landa        | Espagne    | Sky                   | 35     |
| 2 | Tejay Van Garderen | États-Unis | BMC Racing            | 18     |
| 3 | Jan Hirt           | Tchéquie   | CCC Sprandi Polkowice | 12     |
| 4 | Domenico Pozzovivo | Italie     | AG2R La Mondiale      | 9      |
| 5 | Thibaut Pinot      | France     | FDJ                   | 6      |
| 6 | Vincenzo Nibali    | Italie     | Bahrain-Merida        | 4      |
| 7 | Nairo Quintana     | Colombie   | Movistar              | 2      |
| 8 | Alberto Losada     | Espagne    | Katusha-Alpecin       | 1      |

## Classements à l'issue de l'étape

### Classement général
| \| Classement général \| Classement général \| Classement général \| Classement général \| Classement général \| \| Coureur \| Coureur \| Pays \| Équipe \| Temps \| \| ------------------ \| ------------------ \| ------------------ \| ------------------ \| ------------------ \| \| 1er \| Tom Dumoulin \| Pays-Bas \| Team Sunweb \| 80 h 00 min 48 s \| \| 2e \| Nairo Quintana \| Colombie \| Movistar Team \| + 31 s \| \| 3e \| Vincenzo Nibali \| Italie \| Bahrain-Merida \| + 1 min 12 s \| \| 4e \| Thibaut Pinot \| France \| FDJ \| + 1 min 36 s \| \| 5e \| Ilnur Zakarin \| Russie \| Katusha-Alpecin \| + 1 min 58 s \| \| 6e \| Domenico Pozzovivo \| Italie \| AG2R La Mondiale \| + 2 min 07 s \| \| 7e \| Bauke Mollema \| Pays-Bas \| Trek-Segafredo \| + 3 min 17 s \| \| 8e \| Steven Kruijswijk \| Pays-Bas \| LottoNL-Jumbo \| + 5 min 48 s \| \| 9e \| Adam Yates \| Royaume-Uni \| Orica-Scott \| + 7 min 06 s \| \| 10e \| Bob Jungels \| Luxembourg \| Quick-Step Floors \| + 7 min 34 s \| |                    |             |                   |                  |
| |                    |             |                   |                  |
| Source : ProCyclingStats |                    |             |                   |                  |
| Classement général |                    |             |                   |                  |
| Coureur | Coureur            | Pays        | Équipe            | Temps            |
| 1er | Tom Dumoulin       | Pays-Bas    | Team Sunweb       | 80 h 00 min 48 s |
| 2e | Nairo Quintana     | Colombie    | Movistar Team     | + 31 s           |
| 3e | Vincenzo Nibali    | Italie      | Bahrain-Merida    | + 1 min 12 s     |
| 4e | Thibaut Pinot      | France      | FDJ               | + 1 min 36 s     |
| 5e | Ilnur Zakarin      | Russie      | Katusha-Alpecin   | + 1 min 58 s     |
| 6e | Domenico Pozzovivo | Italie      | AG2R La Mondiale  | + 2 min 07 s     |
| 7e | Bauke Mollema      | Pays-Bas    | Trek-Segafredo    | + 3 min 17 s     |
| 8e | Steven Kruijswijk  | Pays-Bas    | LottoNL-Jumbo     | + 5 min 48 s     |
| 9e | Adam Yates         | Royaume-Uni | Orica-Scott       | + 7 min 06 s     |
| 10e | Bob Jungels        | Luxembourg  | Quick-Step Floors | + 7 min 34 s     |

### Classement du meilleur jeune
| Classement du meilleur jeune | Classement du meilleur jeune | Classement du meilleur jeune | Classement du meilleur jeune | Classement du meilleur jeune |
|                              | Coureur                      | Pays                         | Équipe                       | Temps                        |
| ---------------------------- | ---------------------------- | ---------------------------- | ---------------------------- | ---------------------------- |
| 1er                          | Adam Yates                   | Royaume-Uni                  | Orica-Scott                  | en 80 h 7 min 54 s           |
| 2e                           | Bob Jungels                  | Luxembourg                   | Quick-Step Floors            | + 28 s                       |
| 3e                           | Davide Formolo               | Italie                       | Cannondale-Drapac            | + 53 s                       |
| 4e                           | Jan Polanc                   | Slovénie                     | UAE Emirates                 | + 5 min 18 s                 |
| 5e                           | Simone Petilli               | Italie                       | UAE Emirates                 | + 53 min 52 s                |
| modifier                     |                              |                              |                              |                              |

### Classement aux points
| Classement par points | Classement par points | Classement par points | Classement par points         | Classement par points |
| Coureur               | Coureur               | Pays                  | Équipe                        | Points                |
| --------------------- | --------------------- | --------------------- | ----------------------------- | --------------------- |
| 1er                   | Fernando Gaviria      | Colombie              | Quick-Step Floors             | 325 pts               |
| 2e                    | Jasper Stuyven        | Belgique              | Trek-Segafredo                | 192 pts               |
| 3e                    | Sam Bennett           | Irlande               | Bora-Hansgrohe                | 117 pts               |
| 4e                    | Lukas Pöstlberger     | Autriche              | Bora-Hansgrohe                | 98 pts                |
| 5e                    | Daniel Teklehaimanot  | Érythrée              | Dimension Data                | 96 pts                |
| 6e                    | Pavel Brutt           | Russie                | Gazprom-RusVelo               | 76 pts                |
| 7e                    | Kristian Sbaragli     | Italie                | Dimension Data                | 76 pts                |
| 8e                    | Eugert Zhupa          | Albanie               | Wilier Triestina-Selle Italia | 70 pts                |
| 9e                    | Roberto Ferrari       | Italie                | UAE Team Emirates             | 70 pts                |
| 10e                   | Silvan Dillier        | Suisse                | BMC Racing Team               | 68 pts                |

### Classement du meilleur grimpeur
| Classement du meilleur grimpeur | Classement du meilleur grimpeur | Classement du meilleur grimpeur | Classement du meilleur grimpeur | Classement du meilleur grimpeur |
| ------------------------------- | ------------------------------- | ------------------------------- | ------------------------------- | ------------------------------- |
|                                 | Coureur                         | Pays                            | Équipe                          | Point(s)                        |
| 1er                             | Mikel Landa                     | Espagne                         | Sky                             | 189 points                      |
| 2e                              | Luis León Sánchez               | Espagne                         | Astana                          | 108 pts                         |
| 3e                              | Omar Fraile                     | Espagne                         | Dimension Data                  | 104 pts                         |
| 4e                              | Nairo Quintana                  | Colombie                        | Movistar                        | 64 pts                          |
| 5e                              | Pierre Rolland                  | France                          | Cannondale-Drapac               | 56 pts                          |
| modifier                        |                                 |                                 |                                 |                                 |

### Classements par équipes

#### Classement au temps
| Classement par équipes | Classement par équipes | Classement par équipes | Classement par équipes |
| Équipe                 | Équipe                 | Pays                   | Temps                  |
| ---------------------- | ---------------------- | ---------------------- | ---------------------- |
| 1re                    | Movistar Team          | Espagne                | 240 h 20 min 15 s      |
| 2e                     | Bahrain-Merida         | Bahreïn                | + 57 min 13 s          |
| 3e                     | Cannondale-Drapac      | États-Unis             | + 58 min 07 s          |
| 4e                     | AG2R La Mondiale       | France                 | + 59 min 16 s          |
| 5e                     | FDJ                    | France                 | + 1 h 24 min 30 s      |
| 6e                     | UAE Team Emirates      | Émirats arabes unis    | + 1 h 40 min 05 s      |
| 7e                     | Sky                    | Royaume-Uni            | + 1 h 58 min 22 s      |
| 8e                     | Team Sunweb            | Allemagne              | + 2 h 09 min 16 s      |
| 9e                     | Astana                 | Kazakhstan             | + 2 h 10 min 00 s      |
| 10e                    | Trek-Segafredo         | États-Unis             | + 2 h 11 min 56 s      |

#### Classement aux points
| Classement par équipes aux points | Classement par équipes aux points | Classement par équipes aux points | Classement par équipes aux points |
| Équipe                            | Équipe                            | Pays                              | Points                            |
| --------------------------------- | --------------------------------- | --------------------------------- | --------------------------------- |
| 1re                               | Quick-Step Floors                 | Belgique                          | 472 pts                           |
| 2e                                | UAE Team Emirates                 | Émirats arabes unis               | 317 pts                           |
| 3e                                | Bora-Hansgrohe                    | Allemagne                         | 289 pts                           |
| 4e                                | Dimension Data                    | Afrique du Sud                    | 281 pts                           |
| 5e                                | Movistar Team                     | Espagne                           | 277 pts                           |
| 6e                                | Trek-Segafredo                    | États-Unis                        | 266 pts                           |
| 7e                                | Sky                               | Royaume-Uni                       | 239 pts                           |
| 8e                                | Team Sunweb                       | Allemagne                         | 235 pts                           |
| 9e                                | Bahrain-Merida                    | Bahreïn                           | 211 pts                           |
| 10e                               | Orica-Scott                       | Australie                         | 192 pts                           |

## Abandon
- 103 -  Jasper De Buyst (Lotto-Soudal) : Abandon